# 伯奇峰
66°52′S 53°2′E / 66.867°S 53.033°E
伯奇峰是南極洲的山峰，位於恩德比地，處於托克勒山以東11公里，該山峰在1957年由澳大利亞的探險隊被發現，以地球物理學家命名。